# Brenda Martin
Brenda Melina Martin (Zárate, 4 de diciembre de 1979) es una música argentina. Es bajista, vocalista, productora y compositora. Integrante de Eruca Sativa y Rufa desde sus formaciones (2007 y 2016 respectivamente).

## Biografía
Brenda nació en la localidad bonaerense de Zárate. Hija de Hugo R. Martin (Nacido en Córdoba 1950 - Lic. en Matemática y Física Nuclear) y Clara Gabriel (Nacida en Tucumán 1951 - Escritora, formación en la Facultad de Derecho de la UNC). A la edad de 4 años, se fue a vivir a la ciudad de Embalse en  Córdoba al barrio de trabajadores de la Central Nuclear inaugaurada en 1974, y luego a Cba. ciudad donde a los 7 años comienza a tocar la guitarra criolla. A los catorce años, empezó a tocar guitarra eléctrica y fue miembro de varios grupos interpretando diversos estilos.
Brenda es hermana de la periodista y locutora Ivanna Martin.

## Carrera
En 1995, integró su primera banda de rock importante, formada completamente por chicas, llamada Bernarda Alba, tocando con esa formación la guitarra eléctrica. Tras Bernarda Alba, hacia 1999, integró Duendes de la Lluvia. 
Entre 1998 y 2005 realizó la Carrera de Instrumentista Superior en Bajo Eléctrico en la Escuela
Superior de Música Popular La Colmena (Córdoba, Argentina), de la cual egresó y posteriormente fue docente.
Estudió guitarra con Osvaldo Brizuela y bajo eléctrico con Fernando Olmedo, Fernando Bobarini y armonía con Juan Carlos Cialella.
En 2000 comenzó a tocar el bajo, tras haber incursionado en otros instrumentos y a partir de esto, comenzó a cimentar su carrera como bajista profesional. Integró diversos grupos como miembro estable, trabajando en la composición y arreglos, además participó como sesionista en otros proyectos.
Entre 2003 y 2006, participó en diversos proyectos como: Docondié, Lucila Cueva, Huellas de Carmín, Toráx, entre otros; grabando materiales de forma independiente. Junto a Lucila Cueva (Marian Pellegrino, María Laura Volando y Viki Fontana) ganó el cuarto Cavern Rock Festival BA y el reconocimiento a bajista revelación y viajaron a tocar al mítico The Cavern Club en Liverpool extendiendo la gira por otros países de Europa.   
Al año siguiente se integró a Toráx, grupo de jazz rock instrumental comandado por el guitarrista Titi Rivarola, y allí comenzó a tocar con el baterista Gabriel Pedernera, con quien decidieron formar un proyecto junto a la cantante y guitarrista Lula Bertoldi, dando origen a Eruca Sativa, banda formada en 2007, en la ciudad de Córdoba. Con esta agrupación, lleva editado un total de siete trabajos discográficos de estudio. En Eruca Sativa es también una de las compositoras y autora de la mayor parte de su repertorio. Desde 2016 es integrante de RUFA, banda  que tiene la particularidad de contar con dos bajos en su formación: liderada por Juan Pablo Rufino (bajo), Martín González Puig (batería) y Pablo Lopardo (voz). Rufa tiene editados 2  discos: Equilibrio (2019) y Basta! (2022). 
En 2022 hizo la dirección musical del evento 8M "Cuando Suena la Marea" junto a Lula Bertoldi en el auditorio Ballena Azul del Centro Cultural Kirchner, evento para el cual arregló también las cuerdas y brasses para algunas canciones. Es conocido su compromiso con el bienestar animal, y en 2024 narró la voz en off del documental "Qué estás comiendo?" de la organización  Animal Libre. 
Como productora musical, además de su constante trabajo en Eruca Sativa, produjo diversos artistas del Nuevo Cancionero Federal 2023: Gauchos de Acero (Salta), Halófitos (Caleta Olivia), Rut Alonso (Jujuy) y Eli Domínguez (San Juan). Compuso la banda sonora y tracks para la obra de teatro musical "Sigamos en Camino" (2014) y "A corazón abierto" escritas por Sabrina Martin. En ambos casos hizo la producción musical completa incluyendo interpretación instrumental y arreglos.   
Además de dedicarse a la música, es Dibujante Especialista en Dibujo Técnico, Decorativo y Publicitario (U.N.C.). Como diseñadora se desempeñó en la Editorial El Atelier. Particularmente realizó el diseño gráfico de los discos: La carne, Es, Blanco y Seremos primavera de (Eruca Sativa), el arte de los discos Equilibrio y Basta (Rufa), la diagramación y diseño de tapa de los libros «Desde el Balcón», «A Vuelo de Pájaro» y «Cosmovisión», entre otros trabajos.

## Discografía
Eruca Sativa
- La carne (2008)
- Es (2010)
- Blanco (2012)
- Huellas digitales (2014)
- Barro y fauna (2016)
- Seremos primavera (2019)
- Dopelganga (2022)
- A Tres Días de la Tierra (2025)

Rufa
- Equilibrio (2019)
- Basta (2022)

Colaboraciones
- Dos silencios - Cecilia Márquez (2005)
- Tentempié - Enrico Barbizi (2008)
- Luz de andar - Emiliano Zerbini (2009)
- Mujer de piedra - Celeste Carballo (2010)
- Mariano Corrales - Mariano Corrales (2012)
- Orovius - Orovius (2012)
- Atracción y repulsión - Exocet (2012)
- Jaque Reina - Jaque Reina (2014)
- La Ciudad del Cangrejo - Tres Cínicos (2015)
- Atar - Laura Ros (2016)